# A345 (estrada da Nigéria)
A rodovia A345 é uma estrada na Nigéria. É uma das estradas leste-oeste que liga as principais estradas sul-norte. (É o nome das duas rodovias que liga).
Ela vai da rodovia A3 em Bauchi para a rodovia A4 em Biu, Borno (estado). A cidade de Gombe a capital do estado Gombe está na estrada.